# Pilulariaceae
Pilulariaceae is een voormalige familie van varens uit de orde Salviniales. Deze zijn sinds enkele jaren opgenomen in de familie Marsileaceae.
Voor de kenmerken van deze familie, zie aldaar.